# 切爾文布里亞格市鎮
43°17′N 24°9′E / 43.283°N 24.150°E

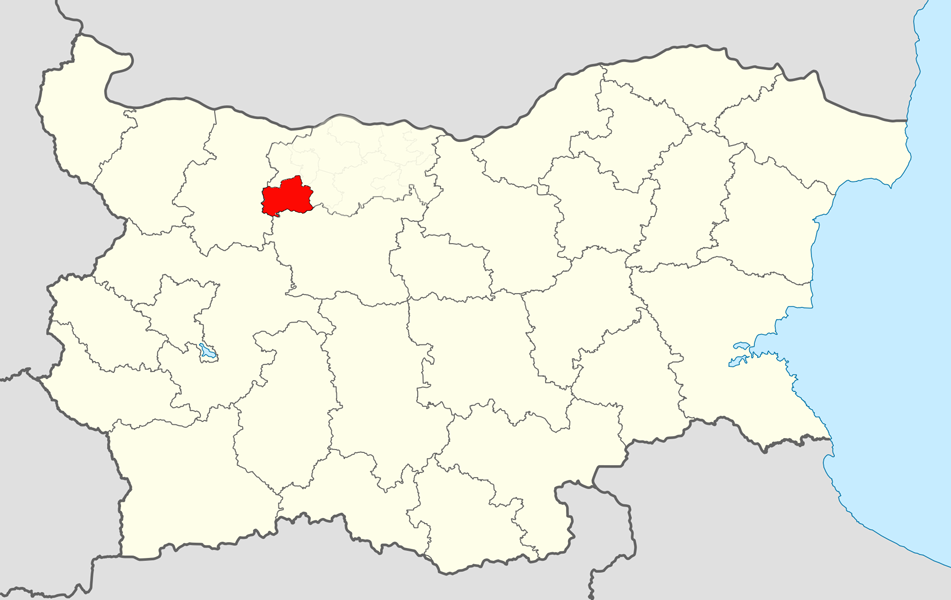

切爾文布里亞格市，是保加利亞的城鎮，位於該國北部，由普列文州負責管轄，首府設於切爾文布里亞格，面積584平方公里，2009年人口30,524，人口密度每平方公里52.27人。